# Leptodeira polysticta
Leptodeira polysticta es una especie de serpiente que pertenece a la familia Dipsadidae. Su área de distribución incluye el México neotropical, Belice, Guatemala, El Salvador, Honduras, Nicaragua, y Costa Rica.